# إعدام بالسلخ

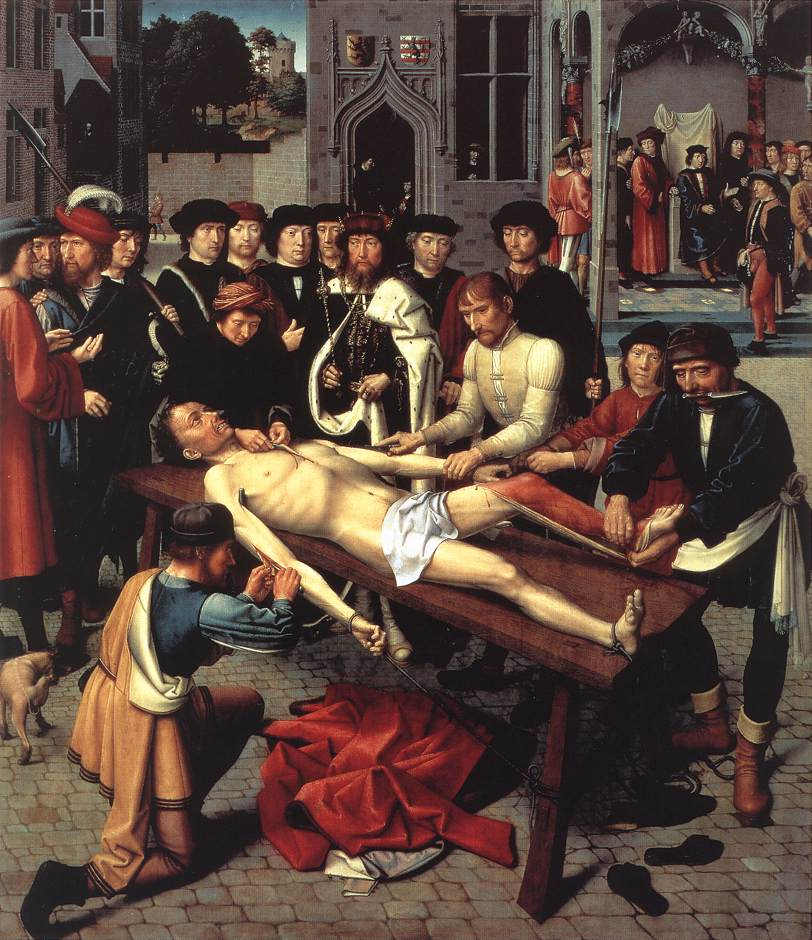
لوحة تمثل سلخ القاضي سيسامنيس بأمر من الملك قمبيز الثاني، للفنان الهولندي خيرارد دافيد

الإعدام بالسلخ هو طريقة للتعذيب والإعدام يُنْزَع فيها جلد الضحية عن جسده. كان السلخ يجري أيضًا على جثث الموتى بغرض إهانة العدو أو المجرم الميت، ويستخدم أحيانًا لأغراض دينية، من بينها منع الميت من الوصول للآخرة، كما كان الجلد المسلوخ يستخدم أحيانًا في إرهاب العدو أو في أغراض السحر.

## سبب الوفاة
سبب الوفاة المعتاد في حالات السلخ هو الصدمة الناتجة عن فقدان الدم أو سوائل الجسم الأخرى أو كليهما، وانخفاض درجة حرارة الجسم، والعدوى، وتحدث الوفاة عادة بعد ساعات قليلة إلى أيام قليلة من السلخ.

## التاريخ

### عند الآشوريين
يتحدث إرنست يونج في كتابه «تاريخ حضاري مختصر للجلد» (بالألمانية: Kleine Kulturgeschichte Der Haut)‏ عن سلخ البشر في الإمبراطورية الآشورية الحديثة، وهو تقليد كان يمارسه الآشوريون منذ عهد آشور ناصربال الثاني، وكانوا يتفاخرون به ويخلدونه في نقوشهم ومراسيمهم الملكية على حد سواء، وكانت المراسيم الملكية تتضمن تباهي الملك بإنزاله هذا المصير على أسراه، كما يبدو أن السلخ كان هو العقوبة المختارة للقادة المتمردين، وذلك كما ورد في نص منسوب إلى آشور ناصربال الثاني، جاء فيه:
| إعدام بالسلخ | قد صنعت عمودًا قبالة بوابة المدينة، وسلخت كل القادة العصاة، وكسوت العمود بالجلد المسلوخ... قد أمرت بزعماء المدن المقهورة فسُلخوا، وكسوت جدران المدينة بجلودهم، والأسرى قتلتهم بالسيف وطرحتهم على كومة الروث، والصبية والبنات أُحرقوا | إعدام بالسلخ |

### في حضارات أخرى
درج الأزتك في المكسيك على إقامة طقوس لسلخ قرابينهم البشرية، وكان ذلك يُنَفِّذُ عادة بعد وفاة الضحية.
كما كانت عقوبة حرق الجلد أو تقطيعه من جسد الضحية أحيانًا ما تُنزل بالمتهمين بالخيانة في أوروبا في العصور الوسطى، وقد ظل هذا الأسلوب مستخدمًا في فرنسا حتى القرن الثامن عشر، وقد ورد وصف ذلك في الفصل الافتتاحي من كتاب المراقبة والمعاقبة للفيلسوف الفرنسي ميشيل فوكو.
يذكر التاريخ أن كنيسة بيكس في إنجلترا تعرضت عام 1303 لسرقة بعض محتوباتها الثمينة، وقد وُجدت لاحقًا آثار جلد بشري يكسو باب الكنيسة، كما وجدت أيضًا آثار مماثلة على ثلاثة أبواب أخرى في الكنيسة، وقد وجدت أيضًا على أحد أبواب كنيسة كوبفورد في مقاطعة إسكس الإنجليزية بقايا جلد بشري.
يذكر التاريخ الصيني أن الأباطرة صن هاو وفو شينغ وغاو هينغ اشتهر عنهم أنهم كانوا يسلخون وجوه الناس، كما سَلَخَ هونغوو العديد من خدمه وموظفيه والمتمردين عليه، وأمر عام 1396 بسلخ خمسة آلاف امرأة، كما كتب المؤرخ الصيني هاي روي ـ مؤرخ أسرة مينغ ـ أن أحد أباطرة تلك الأسرة كان يعاقب الموظفين الفاسدين بالسلخ. ويذكر التاريخ أيضًا أن الإمبراطور تشينغدي سلخ ستة متمردين، وأن جانغ شياوجونغ سلخ أيضًا العديد من الناس.

## من أشهر المعدمين سلخًا

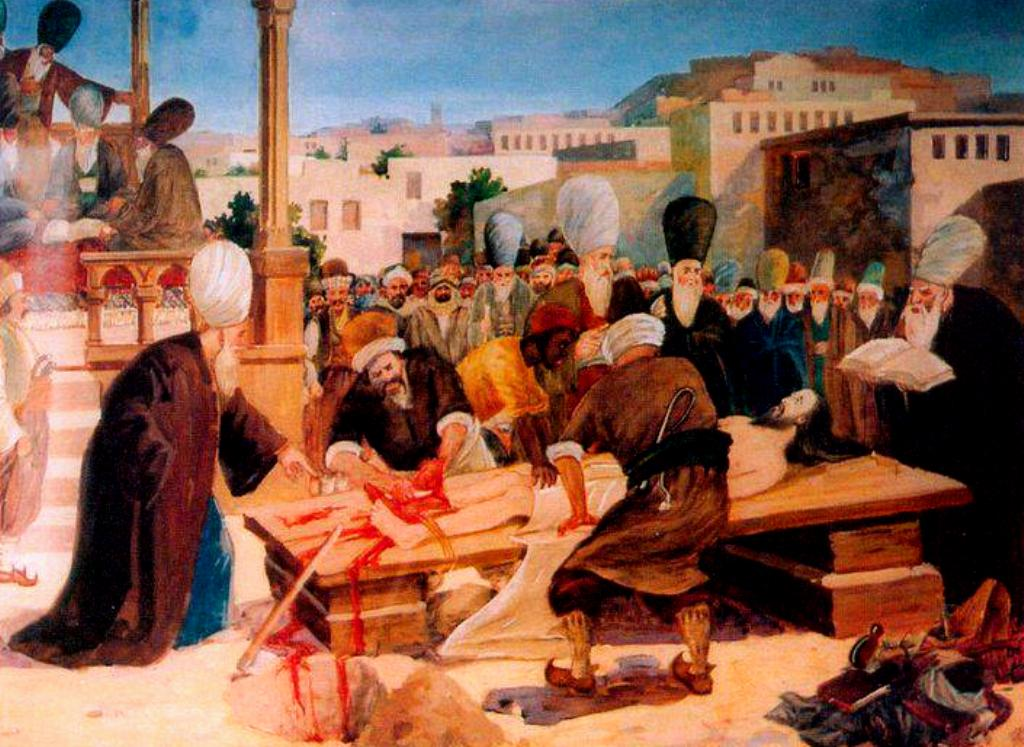
سلخ عماد الدين نسيمي

- سيسامنيس: قاضٍ فارسي، أمر قمبيز الثاني بسلخه حيًا لأنه تلقى رشوة ليصدر حكمًا غير عادل.
- الحاخام اليهودي عكيفا بن يوسف: يذكر التلمود أن الرومان سَلَخُوه بأمشاط من حديد (حوالي عام 137 م) عقابًا له على نشره تعاليم التوراة.
- عماد الدين نسيمي: شاعر صوفي سُلخ حيًا في حلب بتهمة الزندقة.
- هيباتيا: فيلسوفة سكندرية، قتلتها جموع من الغوغاء المسيحيين عام 415 م بسلخ جلدها بالأصداف بعد سحلها.